# Josef Kovařík (politik)
Josef Kovařík (27. února 1855 Číhaň – 15. listopadu 1940 ?) byl rakouský a český rolník a politik, na přelomu 19. a 20. století poslanec Českého zemského sněmu.

## Biografie
Profesí byl rolníkem v rodné Číhani. Vydával publikace z oboru hospodářství, samosprávy a historie. Roku 1895 byl zvolen za okresního starostu v Plánici, ale nezískal potvrzení císaře pro nástup do funkce. Byl předsedou hospodářského spolku plánického okresu a náhradníkem ústřední komise pro revizi katastru pozemkové daně v Čechách.
V 90. letech 19. století se zapojil i do zemské politiky. Ve volbách v roce 1895 byl zvolen v kurii venkovských obcí (volební obvod Klatovy, Plánice) do Českého zemského sněmu. Politicky patřil k mladočeské straně. Uspěl zde i ve volbách v roce 1901.